# Hordszárnyas hajó

Hordszárnyas hajók szárnyelrendezése

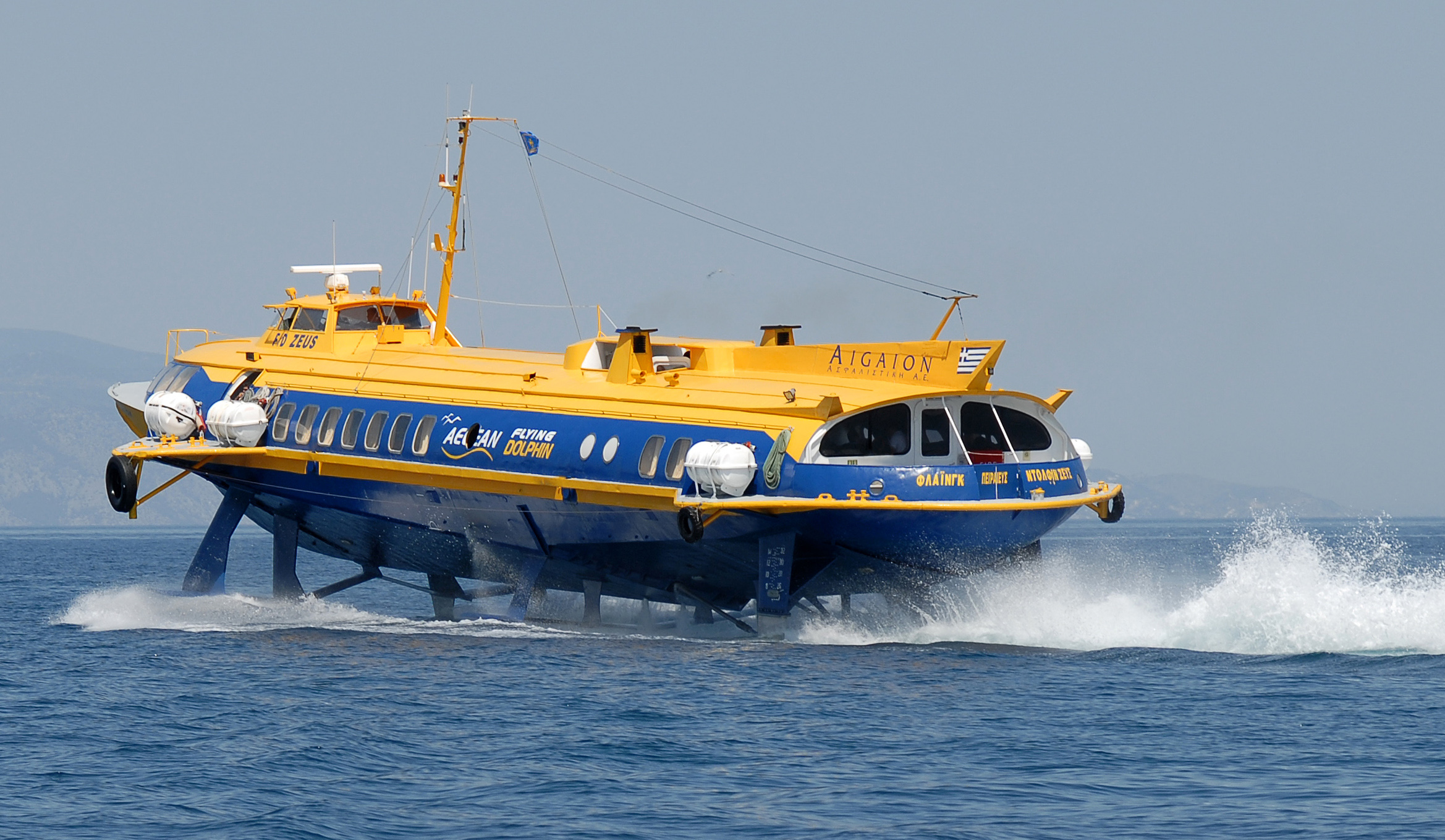
Nagy sebességgel haladó szárnyashajó a görögországi Pireusz közelében. Jól megfigyelhető a kiemelkedett hajótestre szerelt szárnyrendszer felső szakasza

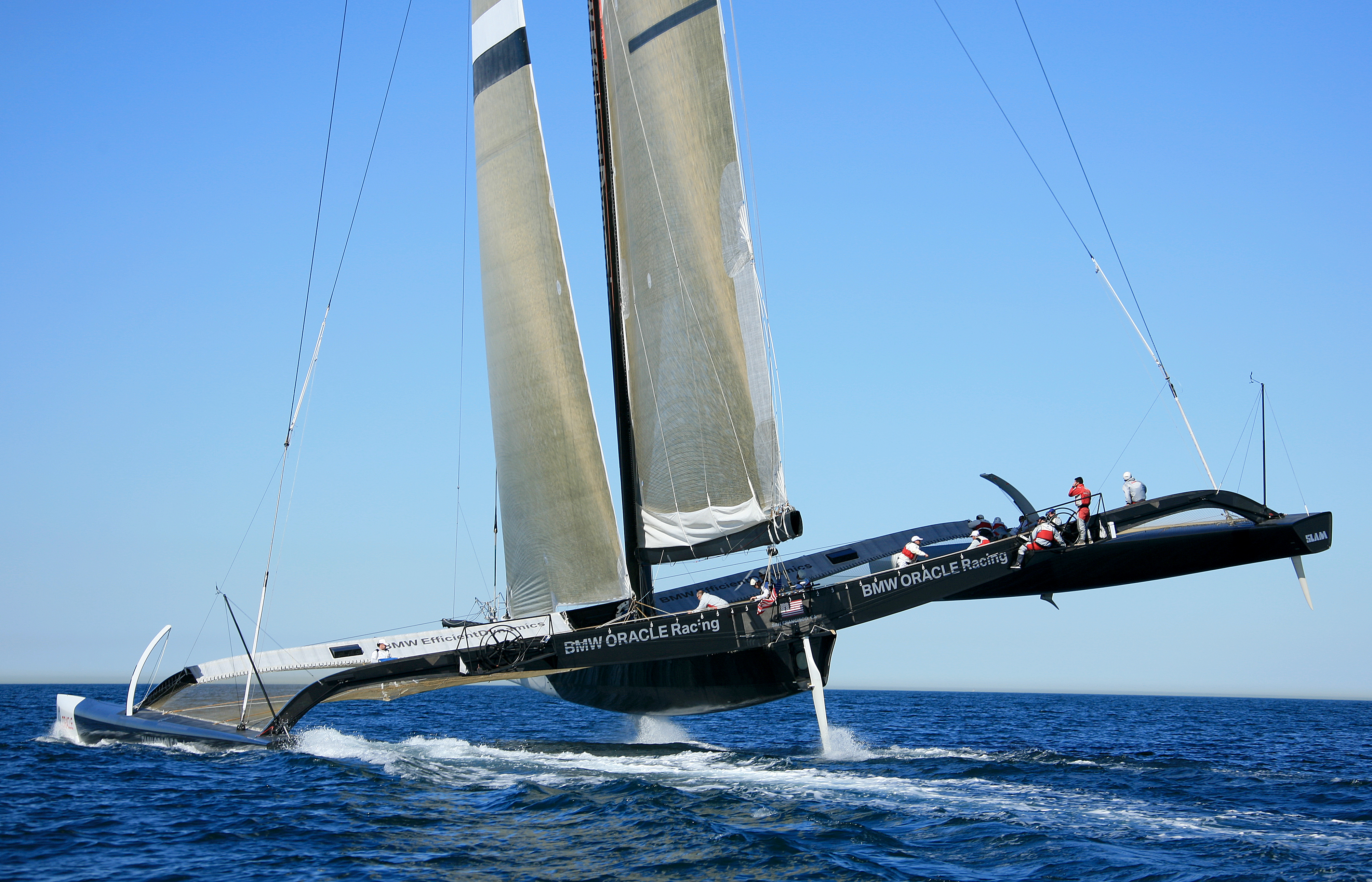
Az USA 17 jelzésű hordszárnyas trimarán

A hordszárnyas hajó (vagy szárnyashajó) olyan hajótípus, amely a hajótest vízvonal alatti részén kialakított hidrodinamikai szárnyprofilok segítségével részlegesen kiemelkedve közlekedik a vízben, nagy sebességgel, jellemzően belsőégésű erőforrással (dízelmotorral) hajtva. A kialakítás célja a víz mint sűrű közeg hajótestre gyakorolt súrlódási ellenállásának csökkentése, ezzel pedig a sebesség jelentős emelése.

## Működése
A szárnyashajó hordszárnyrendszerének kialakítása miatt, azon felhajtóerő keletkezik. A dinamikus felhajtóerő a határsebesség elérését követően olyan nagy lesz a hordszárnyon, hogy általa a hajótest kiemelkedik a vízből, és a további sebességnöveléssel már csak a hordszárny által keltett víz-közegellenállást kell a hajtásnak legyőznie, ezáltal a hajó még nagyobb vízfelszíni sebességet képes elérni. A szárnyprofilok hasonló kialakításúak a repülőgépeken alkalmazottakhoz, azonban a sűrűbb közeg sajátos örvényadottságai (kavitáció) miatt a vízi szárnyprofilokat nagyobb igénybevételekre kell méretezni, valamint szintén a nagy víz alatti sebességre kialakított hajócsavarokat kell alkalmazni. A hordszárnyas hajók üzemeltetése csak a hordszárnyon való kiemelkedés során elért magasabb sebességtartományokban célszerű, mert a teljesen vízbe merült (kis menetsebességű) hordszárnyas hajó közegellenállása, szárnyainak köszönhetően, közel kétszerese a hagyományos hajókénak, ami megnöveli a tüzelőanyag-fogyasztást. A hordszárny jellemzően merev kialakítású, de léteznek menet közben manuálisan és önműködően mozgatható változatok is.
Angol szakirodalomban hydrofoil-nak nevezik mind az ilyen felszerelésű hajót és magát a többsíkú szárnyrendszert is.

## Jellemzői
A hordszárnyas hajók jellemzően álló- és folyami, vagy part menti vizeken tudják ezt a hatást előnyösen kihasználni, a tengervizek felszíni hullámzása jelentősen csökkenti ennek hatékonyságát. Az úgynevezett „tengerjáró” hajótestek nagy méretéhez és tömegéhez alkalmazható szárnyrendszerek jelentős teljesítménytöbbletű erőforrásokat igényelnek, nagy sebességüket a nagyobb tengeri hullámok lecsökkentik, illetve a hullámokon való nagy sebességű mozgásuk válik kérdésessé. Ezek a szárnyashajók tengeri üzemeltetésének gazdaságosságát akadályozzák.
A hordszárnyas hajó közegellenállás-csökkentő elveit alkalmazza a SWATH rendszer is (a homlokprofil kis keresztmetszetű), melynél azonban a hajótest katamarán jellegű, jellegéből adódóan tengerjáró. Hasonló elveket alkalmaznak az amerikai haditengerészet Independence osztályánál, amely egy háromtestű (trimarán) hajóosztály, valamint az USA 17 elnevezésű hordszárnyrendszerrel kombinált sport trimaránján is, amely képes a valós szélsebesség 2–2,5-szeresével is haladni.
Hordszárnyas hajókat hadi feladatokra az amerikai haditengerészet is alkalmazott: a USS High Point-ot, a USS Tucumcari-t, a USS Flagstaff-t, valamint a Pegassus osztályt. Szovjet fejlesztésűek voltak a 206-os tervszámú (Sersen osztály), a 206E tervszámú (Mol osztály), a 206M tervszámú (Turja osztály) és a 206MR tervszámú (Matka osztály) szárnyashajók, melyek nagy sebességű (hordszárnyas) torpedónaszádként lettek alkalmazva több szovjetbarát ország haditengerészetében. Az olasz és japán haditengerészetek is üzemeltettek Sparviero osztályú hajóegységeket. A leggyorsabb fegyvertelen hadihajó címet a kanadai királyi haditengerészet, ma már hadrendjéből kivont, HMCS Bras d'Or szárnyashajója tartja: egy 1969-es futáspróbáján elérte a 63 csomós (117 km/h-s) csúcssebességet.
Polgári célra többek között a Boeing gyártott szárnyashajókat (Boeing 929), illetve még napjainkban is a hongkongi TurboJET. A magyar vonatkozású MAHART–PassNave is üzemeltet szovjet gyártású szárnyashajókat. A Metyeor osztályból (342E) kettőt (Sólyom II és Sólyom III), a Voszhod 2 osztályból (352) hármat (Vöcsök II, Vöcsök III, Vöcsök IV) és a Poleszje osztályból négyet (Bíbic I, Bíbic II, Bíbic III, Bíbic IV). Egy magyar fejlesztésű kísérleti szárnyashajó is készült „Fecske” néven, azonban az 1962–1963 közötti tesztelések során felmerült problémák – magas üzemeltetési költség és a szovjet lobbi – miatt a rendszeresítés és sorozatgyártás elmaradt. Ez a magyar hajó Nadap néven, szárnyak nélkül, a Velencei-tavon közlekedik.

## Fordítás
- Ez a szócikk részben vagy egészben  a   hydrofoil című angol Wikipédia-szócikk ezen változatának fordításán alapul.  Az eredeti cikk szerkesztőit annak laptörténete sorolja fel. Ez a jelzés csupán a megfogalmazás eredetét és a szerzői jogokat jelzi, nem szolgál a cikkben szereplő információk forrásmegjelöléseként.